# Hadżi-Hamzali
Hadżi-Hamzali (mac. Хаџи-Хамзали) – opuszczona wieś w gminie miejskiej Sztip w środkowej Macedonii Północny.

## Demografia
Według spisu ludności z 2002 we wsi Hadżi-Hamzali mieszkało 0 mieszkańców.